# Análisis de ciclo de vida

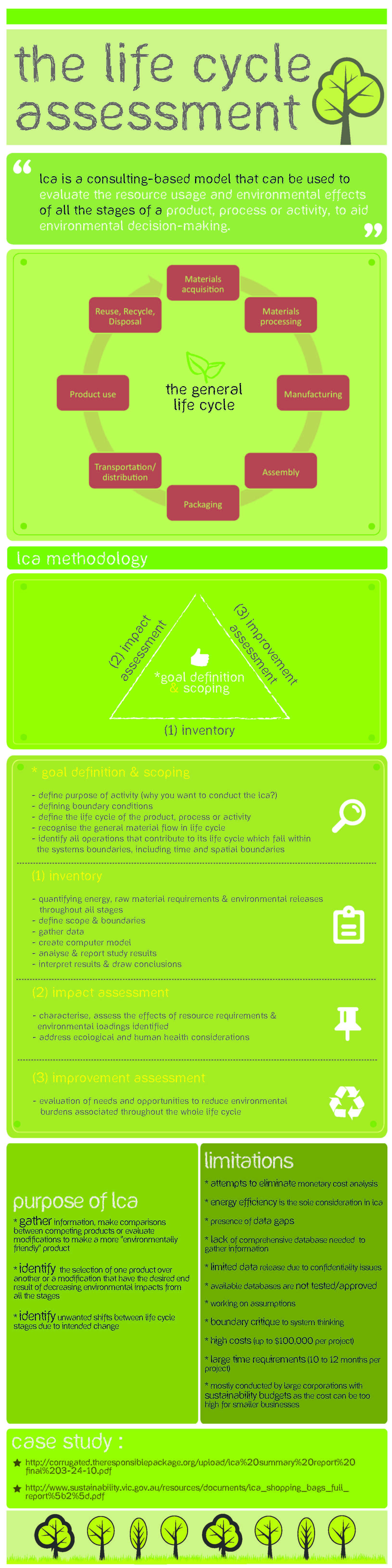
Esquema del análisis del ciclo de vida (inglés).

Un análisis de ciclo de vida (ACV) (life cycle assessment (LCA) en inglés), también conocido como análisis de la cuna a la tumba, balance ambiental, balance ecológico o evaluación del ciclo de vida (ECV), es una herramienta de diseño que investiga y evalúa los impactos ambientales de un producto o servicio durante todas las etapas de su existencia: extracción, producción, distribución, uso y fin de vida (reutilización, reciclaje, valorización y eliminación/disposición de los residuos/desecho).
El ECV es por tanto una metodología empleada en el estudio del ciclo de vida de un producto y de su proceso de producción, con el fin de evaluar el impacto potencial sobre el ambiente de un producto, proceso o actividad a lo largo de todo su ciclo de vida mediante la cuantificación del uso de recursos ("entradas" como energía, materias primas, agua) y emisiones ambientales ("salidas" al aire, agua y suelo) asociados con el sistema que se está evaluando. Con el auge del ecodiseño, este enfoque ha ido integrando con más frecuencia diferentes criterios y parámetros de evaluación del impacto ambiental.
Los documentos marco para la realización de un análisis de ciclo de vida son las normas internacionales ISO 14040 (principios y marco de referencia para el ACV) e ISO 14044 (requisitos y directrices para el ACV), adoptadas en español por AENOR como UNE-EN ISO 14040 y UNE-EN ISO 14044.
El ACV de un producto típico tiene en cuenta el suministro de las materias primas necesarias para fabricarlo, transporte de materias primas hasta el centro de producción, la fabricación de intermedios y, por último, el propio producto, incluyendo envase, la utilización del producto y los residuos generados por su uso, y su fin de vida (posibilidad de reutilización o reciclaje, etc.). El ciclo de vida de un producto (como un ladrillo) o una actividad (hormigonar una estructura) está formado por dos tipos de sistemas, que revisten un interés especial para los evaluadores ambientales.
Dado que un producto no puede ser diseñado, manufacturado, promocionado y utilizado sin involucrar el uso de múltiples materias primas, energía, transportación y disposición, la identificación de los aspectos ambientales clave a lo largo de su ciclo de vida se vuelve un proceso complicado y complejo. Es por ello, que nace la necesidad de contar con una herramienta sistemática que permita realizar una evaluación integral de los aspectos ambientales clave de un producto a lo largo de su ciclo de vida; una de esas herramientas es el Análisis de ciclo de vida (ACV).
El ACV es una metodología que se diferencia por el uso de métodos cuantitativos y por su particularidad de identificar los aspectos ambientales clave de un producto, proceso o servicio y cuantificar sus impactos ambientales potenciales a lo largo de su ciclo de vida, comenzando por la extracción de materias primas y la producción de energía utilizada para fabricar el producto, uso del mismo y disposición final.
El ACV no es una evaluación de riesgo y esto se debe a que ACV no tiene en cuenta la exposición, que es un factor esencial para evaluar el riesgo. El ACV cuantifica las emisiones, pero el impacto real de esas emisiones depende de cuándo, dónde y cómo se liberen en el ambiente. ACV es una de las herramientas con las que se cuenta para evaluar los productos, envases y procesos y se utiliza, por ejemplo, en la elaboración de Declaraciones ambientales de producto o huellas ambientales (principalmente de carbono o agua). Las otras herramientas se comentan en otras secciones y entre ellas figuran:
- Evaluación de riesgos ambientales
- Gestión de riesgos para el ambiente
- Análisis de riesgo comparativo
- Análisis del impacto socioeconómico

El ACV se utiliza para responder a preguntas específicas como:
- ¿Qué diferencia existe entre dos procesos diferentes de fabricación del mismo producto, en términos de utilización de recursos y emisiones?
- ¿Qué diferencia existe entre una ventana de aluminio, respecto de una de madera o de PVC, en términos de utilización de recursos y emisiones?
- ¿Cuáles son las contribuciones relativas de las diferentes etapas del ciclo de vida de este producto a las emisiones totales?
- ¿Qué diferencia existe entre el posible impacto ambiental de un producto nuevo y otros productos ya existentes en el mercado?

En otras palabras, la evaluación del ciclo de vida trata de incrementar la eficiencia. Y dado que tiene en cuenta cada una de las fases en la vida de un producto, se identifican y logran realizar mejoras.

## Fases del ciclo de vida
Conforme a las normas internacionales ISO 14040 e 14044, un ACV se realiza en 4 fases que generalmente están interrelacionadas. A continuación se describe cada etapa:

### Definición del objetivo y el alcance
El ACV comienza con la declaración del objetivo y el alcance del estudio, que incluye el modo en que los resultados se pretenden comunicar. El objetivo y el alcance deben ser coherentes con la aplicación prevista del ACV e incluye información técnica, como por ejemplo la unidad funcional, es decir el desempeño cuantificado del sistema de producto para su uso como unidad de referencia. Es necesario definir también otros elementos como los límites del sistema y las hipótesis empleadas.
Definición del propósito del estudio y sus objetivos; identificación del producto, proceso o actividad de interés; identificación del uso del estudio y las suposiciones clave.

### Inventario del ciclo de vida
En el análisis del inventario del ciclo de vida (ICV) se recopilan y cuantifican las entradas y salidas (flujos) y los resultados de un sistema del producto durante su ciclo de vida. Los datos se refieren a la unidad funcional definida anteriormente.
Identificación y cuantificación de entradas de materias primas, energía, salidas del proceso como emisiones a la atmósfera, descargas de agua residual, residuos y subproductos.

### Evaluación del impacto del ciclo de vida
La fase de evaluación del impacto del ciclo de vida (EICV) busca evaluar la significancia potencial de los impactos basados en los resultados del ICV. Esta fase contiene habitualmente los siguientes elementos obligatorios:
- selección de las categorías de impacto, los indicadores de categoría y los modelos de caracterización;
- clasificación: asignación de resultados del ICV a las categorías de impacto seleccionadas;
- medición del impacto (caracterización): cálculo de los resultados de indicadores de categoría.

Además de los elementos adicionales, es posible incluir algunos adicionales como:
- normalización;
- agrupación;
- ponderación;
- análisis de la calidad de los datos.

Es una clasificación cualitativa o cuantitativa, caracterización y evaluación de impactos a ecosistemas, salud humana y recursos naturales basados en los resultados del análisis de inventarios.

### Interpretación del ciclo de vida
La interpretación del ciclo de vida es una técnica sistemática para identificar, cuantificar, comprobar y evaluar la información de los resultados del ICV y/o de la EICV. Esta fase incluye los siguientes elementos
- identificación de los asuntos significativos basados en los resultados del ICV y la EICV;
- una evaluación del estudio que considere su integridad, sensibilidad y coherencia;
- conclusiones, limitaciones y recomendaciones.

Es una identificación y evaluación de oportunidades para alcanzar mejoras en el proceso que resulten en la reducción de impactos ambientales, basándose en los resultados del análisis de inventarios y la evaluación de impactos.

## Software de Ciclo de Vida
Para la generación de los Análisis de Ciclo de Vida existen diversidad de softwares tanto de distribución libre como comerciales entre los que se encuentran: OpenLCA (software libre), SimaPro y GaBi (software no gratuitos)

## Análisis de ciclo de vida social (S-LCA)
Análisis de ciclo de vida social (S-LCA) una metodología para evaluar los impactos sociales de productos y servicios a lo largo de su ciclo de vida, desde la extracción de materias primas hasta la fase de desecho. La S-LCA utiliza datos cuantitativos y cualitativos, ofreciendo información sobre aspectos sociales y socioeconómicos para la toma de decisiones y la mejora del rendimiento social de una organización. Se basa en métodos, modelos y datos, utilizando herramientas de software para aplicar métodos y generar informes resumidos. Aunque comparte métodos con la Evaluación del Ciclo de Vida Ambiental (E-LCA), la S-LCA se centra en impactos sociales a lo largo del ciclo de vida de un producto. Puede aplicarse sola o combinada con E-LCA y/o Costos del Ciclo de Vida (LCC).  La S-LCA sigue la estructura del marco ISO 14040 y consta de cuatro fases: Objetivos y Alcance, Inventario del Ciclo de Vida Social (S-LCI), Evaluación del Impacto del Ciclo de Vida Social (S-LCIA) e Interpretación, siendo un proceso iterativo que permite mejorar la evaluación con el tiempo.